# Arno Ortmair
Arno Ortmair (* 12. Oktober 1947) ist ein deutscher Filmproduzent. Er entwickelt und produziert mit seinen Produktionsfirmen Film-Line Productions München GmbH und Eclypse Filmpartner GmbH Wien Fernseh- und Kinofilme. Zu seinen Tätigkeitsschwerpunkten gehören internationale Co-Produktionen und Filmfinanzierungen.

## Leben
Zu Beginn seiner Karriere arbeitete Arno Ortmair als Line Producer für unterschiedliche amerikanische Studios sowie für europäische Produktionsfirmen. Während dieser Zeit entstanden Filme wie Moscow on the Hudson (Robin Williams), Little Drummer Girl (Diane Keaton), The Holcroft Covennant (Michael Caine), The Train (Ben Kingsley) oder James Bond: The Living Daylights (Timothy Dalton). Im Jahre 1987 gründete Ortmair die Produktionsfirma Film-Line Productions GmbH mit Hauptsitz in den Münchner Bavaria Studios. In weiterer Folge gründete Ortmair die Film-Line GmbH Berlin und Wien und 1995 die Wiener Filmproduktionsgesellschaft Eclypse Filmpartner GmbH Wien. Seit 1995 bis heute produziert Arno Ortmair erfolgreich Filme und Serien wie „Klimt“, „Margarete Steiff“, „Der Bibel Code“, „Das Wunder von Wörgl“, oder „Die Seelen im Feuer“, die mit zahlreichen Auszeichnungen geehrt wurden.
Mit seinen Produktionsfirmen Film-Line GmbH in Deutschland und Eclypse Filmpartner GmbH in Österreich, fokussiert Ortmair heute verstärkt auf die Entwicklung, Finanzierung und Herstellung von Kino- und Streamer-Filmen und -Serien, sowie auf Co-Produktionen mit internationalen Produktionspartnern in Europa und Amerika.

## Ehrenämter und Tätigkeiten
Neben seiner Produzententätigkeit hat sich Arno Ortmair ehrenamtlich für die Belange der deutschen und österreichischen Filmproduzenten engagiert. So übernahm Ortmair 2010 den Vorstandsvorsitz des „Verband Deutscher Filmproduzenten“ (neue Bezeichnung: „Produzent*innen Verband“), den er bis 2017 innehielt. Während dieser Zeit bekleidete Ortmair weitere Ehrenämter und war Mitglied des Kuratoriums der Filmförderanstalt FFA. , Mitglied der FFA Vergabekommission , stellvertretendes Mitglied des FFA Verwaltungsrats, Mitglied des Präsidiums der Spitzenorganisation der Filmwirtschaft SPIO, Mitglied des Beirats von German Films und der Verwertungsgesellschaft-Film (VGF), sowie stimmberechtigter Vertreter des Verband Deutscher Filmproduzenten im internationalen Produzentenverband FIAPF und der AGICOA. Ortmair gelang es durch Einbeziehung von regionalen Produzentenverbänden und jungen engagierten Produzenten den Verband Deutscher Filmproduzenten (VDFP) neu aufzustellen und drastisch zu vergrößern, so dass dieser heute als der maßgebliche Vertreter der unabhängigen deutschen Spielfilmproduzenten gilt. www.produzentenverband.de.
Seit 2015 ist Ortmair auch als Beirat des Filmfest Kitzbühel tätig und seit 2019 Gesellschafter der Verwertungsgesellschaft VGF.

## Produktionen (Auswahl)
- 1993: I Spy – Regie: Jerry London
- 1995: Der Tourist (The Tourist) – Regie: Urs Egger
- 1997: Das Ewige Lied (Silent Night Holy Night) – Regie: Franz Xaver Bogner
- 1998: Todfeinde – Die falsche Entscheidung – Regie: Oliver Hirschbiegel
- 2002: Schwabenkinder – Regie: Jo Baier
- 2002: Der Poet (The Poet) – Regie: Paul Hills
- 2003: Weihnachtsmann über Bord (Last X-Mas) – Regie: Thomas Berger
- 2004: Blond: Eva Blond! – Der Zwerg im Schließfach – Regie: Hermine Huntgeburth
- 2004: Blond: Eva Blond! – Wie das Leben so spielt – Regie: Matthias Glasner
- 2004: Tödlicher Umweg (Deadly Diversion) – Regie: Curt Faudon
- 2005: Blackout Journey – Regie: Sigi Kamml
- 2005: Klimt – Regie: Raúl Ruiz
- 2005: Margarete Steiff – Regie: Xaver Schwarzenberger
- 2006: Der geköpfte Hahn (The Beheaded Rooster) – Regie: Radu Gabrea
- 2006: Albert – mein unsichtbarer Freund – Regie: Jorgo Papavassiliou
- 2007: Mister Karl: Kinoporträt K.H. Böhm – Regie: Kurt Mayer
- 2007: Der Bibelcode – Regie: Christoph Schrewe
- 2009: Vielleicht in einem anderen Leben – Regie: Elisabeth Scharang
- 2010: Tabu – Es ist die Seele ein Fremdes auf Erden – Regie: Christoph Stark
- 2011: Die Wüstenärztin – Regie: Jörg Grünler
- 2013: Die Seelen im Feuer – Regie: Urs Egger
- 2014: Eyjafjallajökull – Der unaussprechliche Vulkanfilm – Regie: Alexandre Coffre
- 2018: Das Wunder von Wörgl – Regie: Urs Egger
- 2019: Knopf&Knöpfchen – Regie Franziska Pohlmann
- 2019: Werkstatthelden mit Herz – Regie: Lars Montag
- 2020: Saving Mozart – Regie: Gerard Corbiau
- 2021: Black Knight
- 2024: Red Earth

## Auszeichnungen
- 2 Bambi Auszeichnungen für Margarete Steiff Publikumspreis und Beste Schauspielerin (Heike Makatsch)
- Bayerischer Fernsehpreis für Margarete Steiff
- Herbert Quandt-Medienpreis für Margarete Steiff
- Nominierung für internationalen Emmy Award für Margarete Steiff
- Russian Producers Award für Klimt
- 2 Romy Awards für Schwabenkinder und Das ewige Lied
- Bayerischer Filmpreis für Todfeinde
- Romy Award für Das Wunder von Wörgl
- Baden-Baden Sonderpreis für Das Wunder von Wörgl